# 沙蒂永 (汝拉省)
沙蒂永（法語：Châtillon，法語發音：[ʃatijɔ̃] ⓘ）是法国汝拉省的一个市镇，位于该省中南部，属于隆斯勒索涅区。

## 地理
沙蒂永（46°39'31"N, 5°43'49"E）面积16.77 平方千米，位于法国勃艮第-弗朗什-孔泰大區汝拉省，该省份为法国东部内陆省份，北起上索恩省，西北接科多尔省，西临索恩-卢瓦尔省，南至安省，东与杜省和瑞士接壤。
与沙蒂永接壤的市镇（或旧市镇、城区）包括：安河畔蒙蒂尼、布利、沙尔西耶、沙雷济耶、杜西耶、马里尼、韦尔日、欧特罗什。

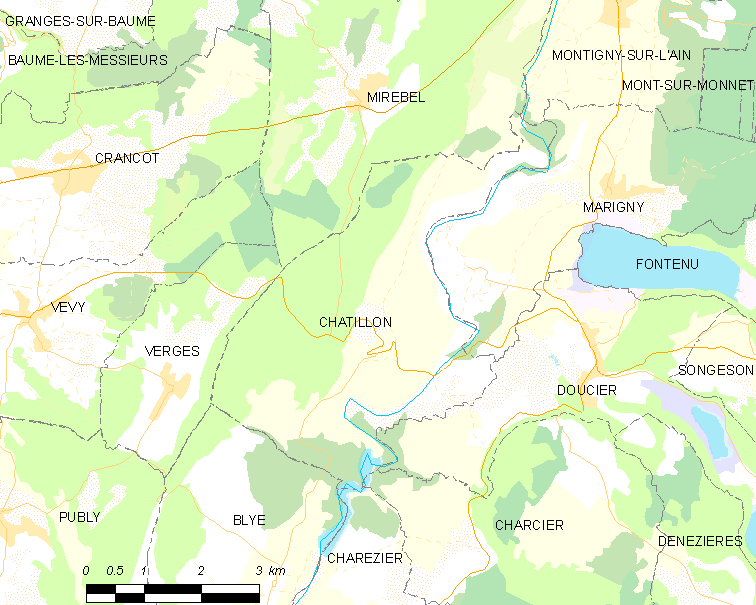
的OSM定位图

沙蒂永的时区为UTC+01:00、UTC+02:00（夏令时）。

## 行政
沙蒂永的邮政编码为39130，INSEE市镇编码为39122。

## 政治
沙蒂永所属的省级选区为波利尼县。

## 人口

1962-2008年间人口变化图示

沙蒂永于2022年1月1日时的人口数量为123人。